# 3-й Украинский фронт

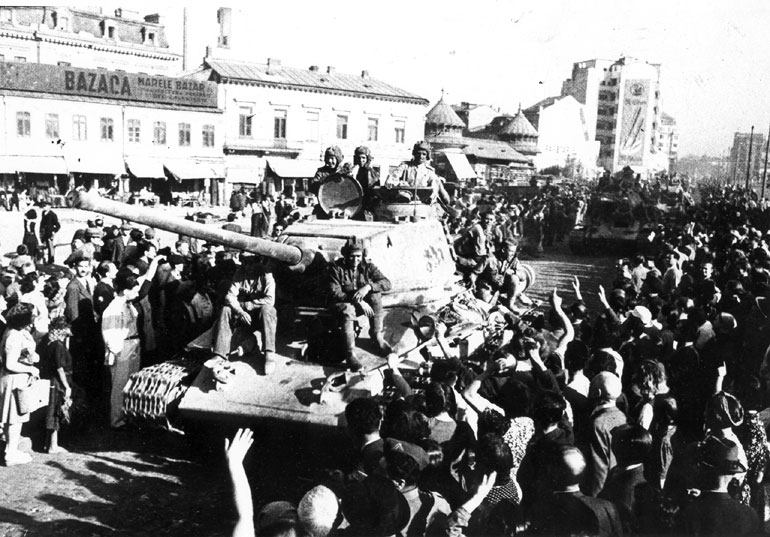
Войска 3-го Украинского фронта вступают в освобождённый Бухарест 31 августа 1944 года.

«Тре́тий Украи́нский фронт» (сокращ. «3 Укр. Ф») — оперативно-стратегическое объединение Рабоче-крестьянской Красной армии (РККА) Вооружённых сил СССР в годы Великой Отечественной войны (1941—1945). Образован на юго-западном направлении 20 октября 1943 года на основании приказа Ставки Верховного Главнокомандования (СВГК) от 16 октября 1943 года путём переименования Юго-Западного фронта. Расформирован 15 июня 1945 года на основании директивы Ставки ВГК от 29 мая 1945 года, полевое управление фронта реорганизовано в управление Южной группы войск.

## История
Сформирован на юго-западном направлении 20 октября 1943 года на основании приказа Ставки ВГК от 16 октября 1943 года путём переименования Юго-Западного фронта. Включал в свой состав управление (штаб), 1-ю и 8-ю гвардейские армии, 6-ю, 12-ю, 46-ю армии и 17-ю воздушную армию.
В последующем в него входили 5-я ударная, 4-я и 9-я гвардейские армии, 26-я, 27-я, 28-я, 37-я, 57-я армии, 6-я гвардейская танковая армия, 1-я, 2-я и 4-я болгарские армии. В оперативном подчинении 3 Укр. Ф находилась Дунайская военная флотилия ВМФ ВС СССР.
В октябре — ноябре 1943 года войска 3-го Украинского фронта в ходе битвы за Днепр освободили города Днепропетровск и Днепродзержинск, продвинулись на запад от Днепра на 50 — 60 километров. В последующем, действуя на криворожском направлении, силами 6-й армии захватили плацдарм южнее Запорожья, а к концу декабря вместе со 2-м Украинским фронтом удерживали на Днепре крупный стратегический плацдарм.
При освобождении Правобережной Украины войска 3-го Украинского фронта во взаимодействии с 4-м Украинским фронтом, осуществив Никопольско-Криворожскую операцию 1944 года, вышли на р. Ингулец, откуда в марте — апреле развернули наступление на николаевско-одесском направлении. Проведя последовательно Березнеговато-Снигирёвскую и Одесскую операции, они при содействии Черноморского флота завершили освобождение юга Украины, освободили значительную часть Молдавской ССР и продвинулись до Днестра, захватив плацдармы на его правом берегу, в том числе кицканский плацдарм.
В августе 1944 года 3-й Украинский фронт участвовал в Ясско-Кишинёвской стратегической операции, в результате которой была освобождена вся Молдавская ССР, а Румыния объявила войну Германии.
8 сентября войска 3 Укр. Ф вступили на территорию Болгарии и к концу месяца освободили её. 28 сентября — 20 октября 1944 года 3-й Украинский фронт во взаимодействии с Народно-освободительной армией Югославии при участии войск Отечественного фронта Болгарии осуществил Белградскую стратегическую операцию, в результате которой были освобождена столица Югославии Белград и большая часть Сербии. Главной ударной силой войск союзников в ходе Белградской операции являлся 4-й гвардейский Сталинградский механизированный корпус генерал-лейтенанта В. И. Жданова. В итоге семидневных ожесточенных боев танкисты корпуса во взаимодействии с пехотой НОАЮ освободили Белград.
В октябре 1944 года — феврале 1945 года 3-й Украинский фронт частью сил участвовал в Будапештской стратегической операции. Его войска форсировали Дунай и захватили плацдарм на его правом берегу. В январе 1945 года они отразили контрудары противника, пытавшегося деблокировать окружённую в Будапеште группировку, а в марте, во время Балатонской операции, сорвали контрнаступление немецких войск в районе озера Балатон. Успешное завершение этой операции позволило без оперативной паузы начать 16 марта во взаимодействии с левым крылом 2-го Украинского фронта Венскую стратегическую операцию, завершить освобождение Венгрии, изгнать врага из восточной части Австрии и освободить её столицу Вену.
Боевые действия 3-й Украинский фронт завершил проведением Грацско-Амштеттинской наступательной операции, освободив значительные районы западной и центральной Австрии. С 8 по 10 мая войска фронта установили плотную связь с американскими и английскими войсками. До 12 мая фронт принимал капитуляцию пытавшихся уйти к американцам немецких войск. Затем вплоть до 24 мая продолжалось прочёсывание местности, пленение или уничтожение разрозненных групп (иногда довольно значительных) противника.
10 июня 1945 года, по демобилизации СССР, на основании директивы Ставки ВГК от 29 мая 1945 года 3 Укр. Ф был расформирован, полевое управление фронта реорганизовано в управление Южной группы войск.

## Награды частей фронтового подчинения
Части связи:
- 30-й отдельный Криворожский[2] ордена Красной Звезды[3] полк связи[4]

## Состав

### 6 марта 1944
- 8-я гвардейская армия
- 5-я ударная армия
- 6-я армия
- 28-я армия
- 37-я армия
- 46-я армия
- 57-я армия
- 17-я воздушная армия,
- 23-й танковый корпус
- 2-й гвардейский механизированный корпус
- 4-й гвардейский механизированный корпус
- 4-й гвардейский кавалерийский корпус
- 2 отдельный тяжелый понтонно-мостовой полк (2 отпмп)
- 22-я автомобильная бригада: командир - Сурус, Александр Антонович[5]

Всего в составе 3-го Украинского фронта находилось 57 стрелковых и 3 кавалерийские дивизии. Фронт насчитывал 500 тыс. человек, 7184 орудия и миномета, 573 танка и самоходных артиллерийских установки (САУ), 593 самолёта.

## Командование

### Командующие
- Генерал армии Малиновский Родион Яковлевич (20 октября 1943 — 15 мая 1944),
- Генерал армии, с 12 сентября 1944 маршал Толбухин Фёдор Иванович (15 мая 1944 — 10 июня 1945).

### Члены Военного совета
- Генерал-лейтенант, с 13 сентября 1944 генерал-полковник Желтов Алексей Сергеевич (20 октября 1943 — 10 июня 1945),
- Генерал-майор интендантской службы, с 18 апреля 1945 генерал-лейтенант интендантской службы Лайок Владимир Макарович (20 октября 1943 — 10 июня 1945).

### Начальники штаба
- Генерал-лейтенант Корженевич Феодосий Константинович (20 октября 1943 — 15 мая 1944),
- Генерал-лейтенант, с 17 мая 1944 генерал-полковник Бирюзов Сергей Семёнович (15 мая — 29 октября 1944),
- Генерал-лейтенант, с 19 апреля 1945 генерал-полковник Иванов Семён Павлович (29 октябрь 1944 — 10 июня 1945).

### Начальники артиллерии
- Генерал-лейтенант артиллерии, с 3 апреля 1944 генерал-полковник артиллерии Неделин Митрофан Иванович (20 октября 1943 — 10 июня 1945)[7];

#### Начальник штаба артиллерии
- Софронин Семён Борисович — со дня основания фронта до конца ВОВ.

### Начальник инженерных войск
- Генерал-лейтенант, Герой Советского Союза (с 19.03.1944 — генерал-полковник инженерных войск) Котляр, Леонтий Захарович (1943 — до конца войны).

### Начальник войск связи
- Генерал-лейтенант войск связи Леонов, Алексей Иванович (с октября 1943 года — по июнь 1944 года).

### Начальник автомобильного управления и автомобильных войск
- Генерал-майор технических войск Cтрахов, Николай Васильевич (на апрель 1944 года)[8]

### Начальники военно-санитарного управления
- Генерал-майор м/c Маслов, Леонид Романович (октябрь 1943 — апрель 1944).
- Генерал-майор, с 19.04.1945 генерал-лейтенант Клюсс, Иван Александрович (апрель 1944 — май 1945).

### Начальники военных сообщений
- генерал-майор технических войск Рассалов, Карл Андреевич[9].